# Viengthong, Huaphanh
Viengthong là một huyện (muang, mường) thuộc tỉnh Huaphanh ở đông bắc Lào .